# Глазунов, Юрий Трофимович
Юрий Трофимович Глазунов родился (26 марта 1942, Хабаровск, СССР —  — доктор технических наук, профессор, советский и российский математик, психолог и писатель, разработчик обратной задачи вариационного исчисления для нелинейных уравнений математической физики, создатель целевого программирования развития региональных человеческих констелляций и основатель информационно-математической психологии. Одним из последних его трудов является разработка нового научного направления «математическая психология». Юрий Трофимович занимался разработкой математических формул таких психических процессов, как эмоции и воля, и отразил свои мысли в книге «Моделирование целеполагания».

## Биография
Юрий Трофимович Глазунов родился 26 марта 1942 года в г. Хабаровске. В 1965 году окончил Калининградский государственный педагогический институт.  По окончании института в 1965 г. работал инженером-программистом в Специальном экспериментально-конструкторским бюро промышленного рыболовства. После перехода в Институт повышения квалификации руководящих работников и специалистов рыбной промышленности был старшим преподавателем, доцентом и заведующим кафедрой прикладной математики и автоматизированных систем управления, деканом факультета управления производствам.
В 1974 году защитил кандидатскую диссертацию на тему: «Применение метода интегральных балансов в аналитической теории взаимосвязанного тепло- и массопереноса», а в 1989 году — докторскую — на тему: «Вариационные принципы и методы для нелинейных нестационарных задач взаимосвязанного тепло- и массопереноса».
С 1979 по 1995 год — доцент, профессор, заведующий кафедрой математического анализа Калининградского государственного университета (ныне Балтийский федеральный университет имени Иммануила Канта).  С 1995 по 2012 годы — профессор кафедры теоретической физики и квантовой информатики, а затем руководитель кафедры математического моделирования Гданьского технического университета (Польша). С 2011 — 2016 г. он главный научный сотрудник при кафедре технологии пищевых производств Мурманского государственного технического университета.

## Область научных интересов
Математическая физика, исследование операций и математическая психология. Разработка вариационных моделей нелинейных явлений взаимосвязанного тепло- и массопереноса в технике и технологии. Моделирование развития малых регионов. Информационно-математическая психология.
Ю. Т. Глазунов – автор работ в области теплофизики, математической физики, новых пищевых технологий и исследования стабильности экономических систем.  Разработал (совместно с Ю. А. Михайловым ) вариационные модели для нелинейных явлений взаимосвязанного тепло- и массопереноса. Занимаясь проблемами целеполагания, Ю. Т. Глазунов пришел к созданию информационно-математической психологии. Предложенный им метод позволяет разворачивать во времени и анализировать такие тонкие психические сущности как эмоции, чувства, волевые усилия или внимание человека.

## Награды и премии
- Первая премия Президиума Академии Наук Латвийской ССР (1987 г.)[1].
- Медаль Президиума Академии наук СССР (1989 г.)[2].
- Медаль Комиссии народного образования от Правительства Республики Польша (2009 г.)[3].
- Дважды записан в Золотую Книгу Польской Науки: 2000 год[4], 2006 год[5].

## Труды
Юрий Трофимович Глазунов — автор около 200 научных трудов. Среди них 17 книг, изданных на русском, польском и английском языках. В том числе:
- Глазунов Ю.Т. Вариационные методы. – Москва-Ижевск: Научно издательский центр «Регулярная и хаотическая динамика». – 2006. – 468 с. ISBN 5-93972-466-3.
- Глазунов Ю.Т., Ершов А.М., Ершов М.А. Моделирование процессов пищевых производств. – М.: Колос. – 2008. – 360 с. ISBN 978-5-10-004018-7.
- Глазунов Ю.Т. Программирование регионального развития. – Апатиты: Российская Академия Наук. Кольский научный центр. – 2008. – 264 с. ISBN 978-5-91137-075-6
- Głazunow Ju., Kibitkin A. Stabilność i wrażliwość przedsiębiorstw. – Kraków: Oficyna Wydawnicza „Impuls”. – 2010. – 250 s. ISBN 978-83-7587-401-3.
- Глазунов Ю. Т. Энциклопедия информационно-математической психологии. – Москва-Ижевск: Институт компьютерных исследований. – 2019. – 256 с. ISBN 978-5-4344-0806-6.